# Czerwony Ratusz w Berlinie

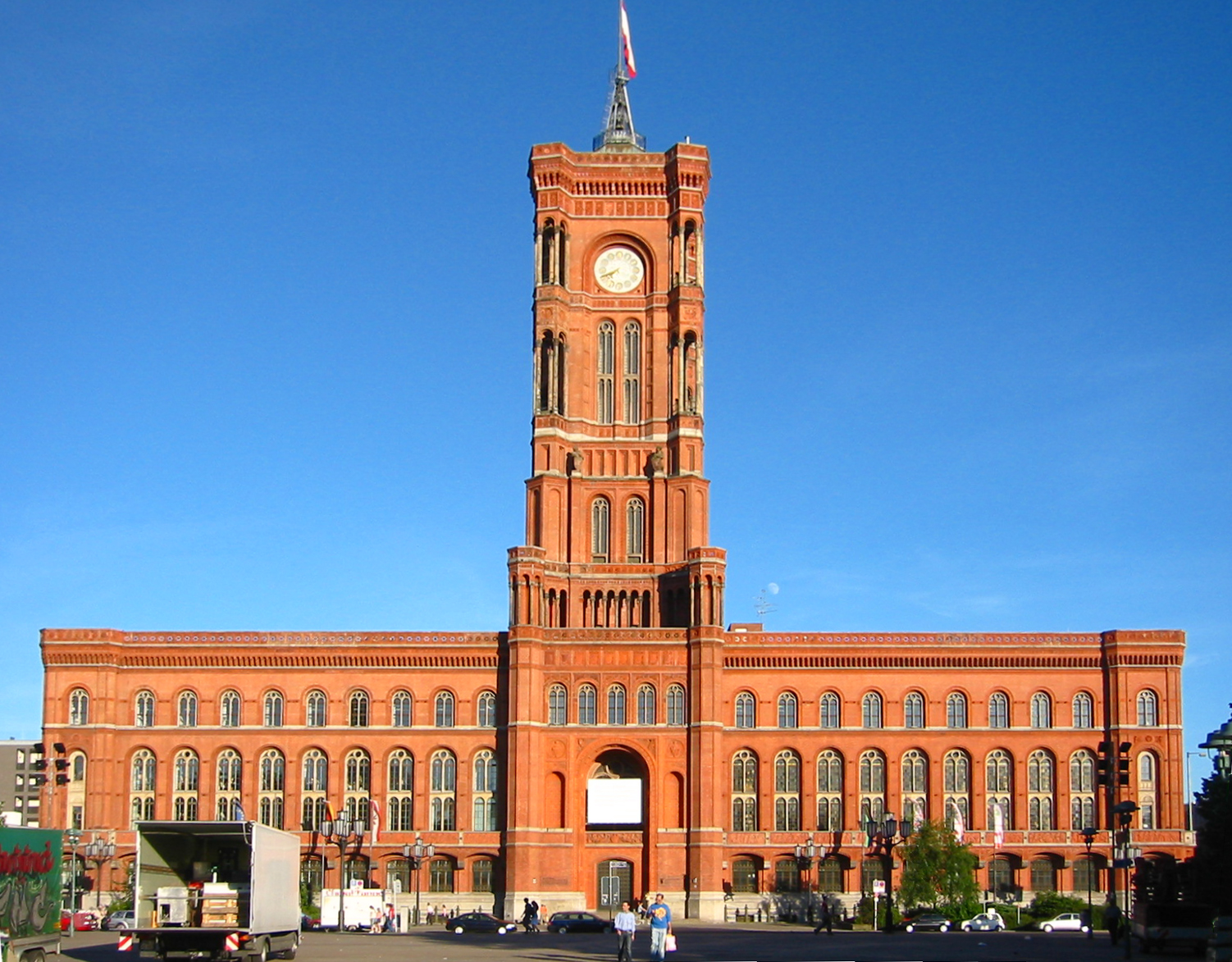
Czerwony Ratusz w Berlinie

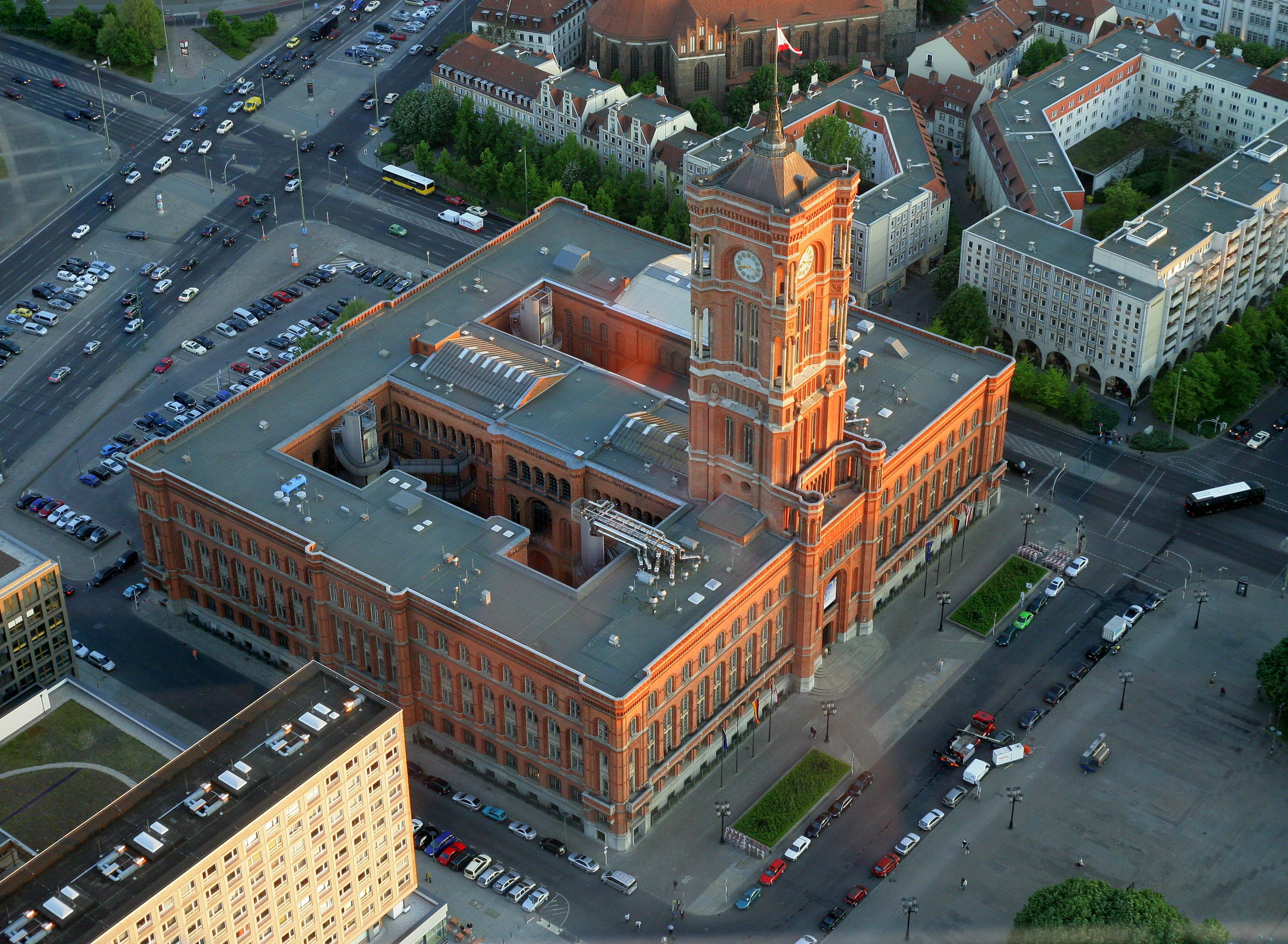
Czerwony Ratusz w Berlinie – widok z wieży telewizyjnej

Czerwony Ratusz w Berlinie (niem. Rotes Rathaus in Berlin) – ratusz w Berlinie, w dzielnicy Mitte, neorenesansowy, wzniesiony w latach 1861–1869; siedziba burmistrza Berlina i rządu kraju związkowego Berlin.
Nazwa budynku pochodzi od koloru fasady oraz czerwonej cegły, z której został zbudowany. Ratusz powstał między rokiem 1861 a 1869 w stylu północnowłoskiego późnego renesansu. Autorem projektu architektonicznego i wykonawczego był Hermann Friedrich Wäsemann. Wzorowany był na Ratuszu Staromiejskim w Toruniu, podczas gdy architektura wieży ratusza przypomina wieże katedry Notre-Dame w Laon we Francji.
Przez większość czasu był siedzibą lokalnych władz i spełniał funkcję ratusza miejskiego. Podczas zimnej wojny i po rekonstrukcji budynku w latach 50. do stanu pierwotnego był siedzibą władz miejskich Berlina Wschodniego. Po zjednoczeniu Niemiec oraz zjednoczeniu administracji miasta stał się oficjalnie siedzibą władz całego Berlina.